# Napoleonkanon
Napoleonkanon var en fältkanon som konstruerades i Frankrike 1853 och användes av franska armén. Kejsaren Napoleon III gav den sitt smeknamn. USA använde sådana kanoner under amerikanska inbördeskriget med beteckningen "12-pounder Napoleon Model 1857" och var den vanligaste kanontypen under kriget.

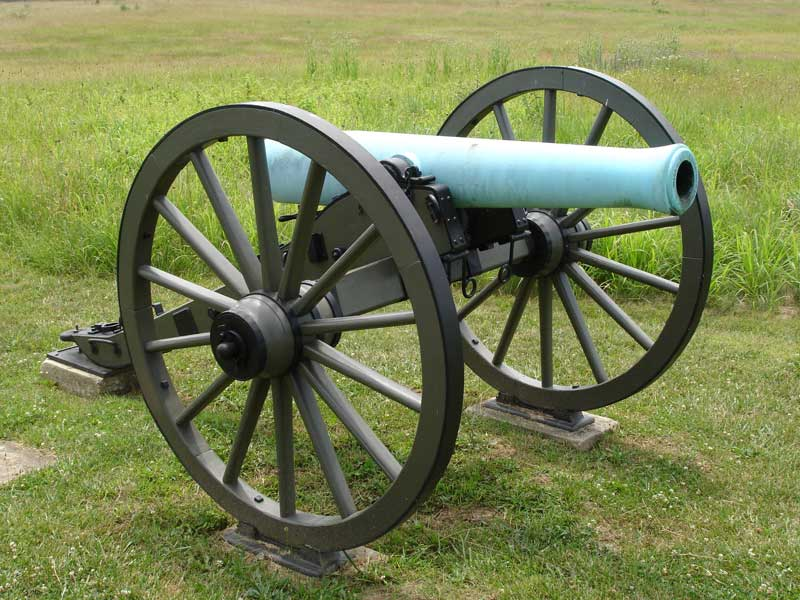
M1857 12-Pounder "Napoleon"
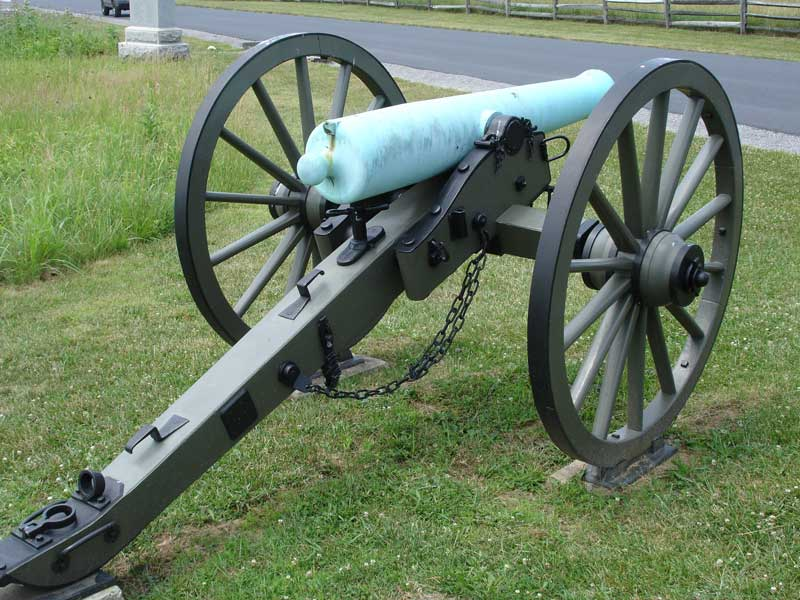
M1857 12-Pounder "Napoleon"
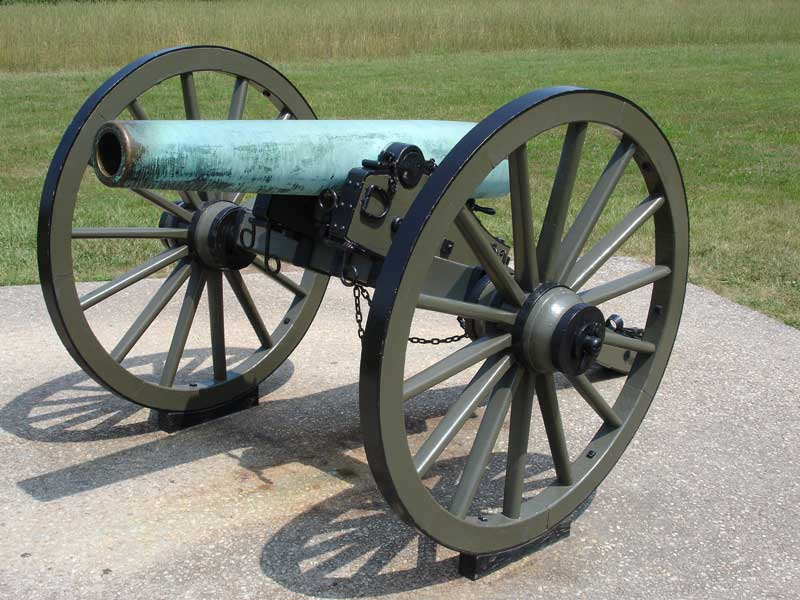
Amerikas konfedererade stater 12-Pound "Napoleon"
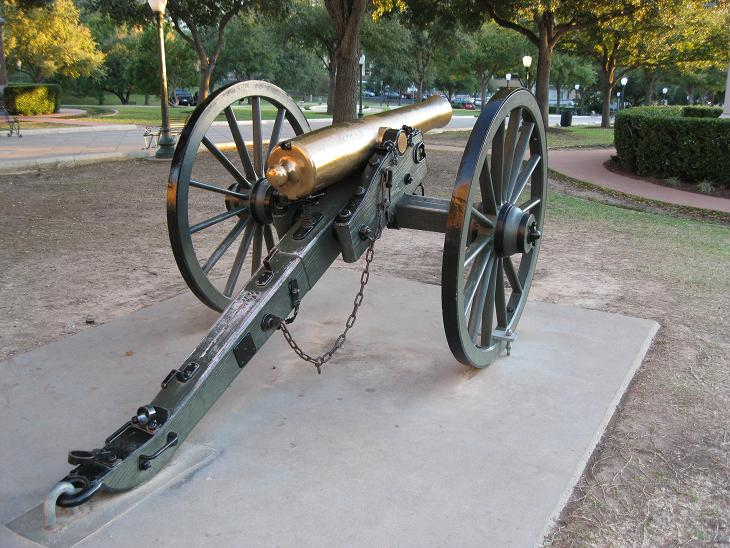
12-pound "Napoleon" amerikansktillverkad år 1864